# Jabi Tehnan
Jabi Tehnan est un woreda de la région Amhara, en Éthiopie. Il compte 179 342 habitants en 2007.

## Situation
Jabi Tehnan fait partie de la zone Mirab Godjam de la région Amhara.
Il occupe un territoire principalement rural autour du centre administratif de la zone, Finote Selam. Il comprend toutefois deux agglomérations urbaines : Mankusa (ou Mancusa) qui se trouve 10 km à l'ouest de Finote Selam sur la route Addis-Abeba-Baher Dar ; et Jiga qui se trouve sur la même route dans l'autre direction, 14 km à l'est de Finote Selam.
| Sekela | Kuarit      |            |
| Bure   | Jabi Tehnan | Dega Damot |
|        |             | Dembecha   |

## Démographie
D'après le recensement national de 2007 réalisé par l'Agence centrale de la statistique (Éthiopie), Jabi Tehnan compte 179 342 habitants et 7 % de sa population est urbaine,.
La plupart des habitants (98 %) sont orthodoxes et 2 % sont musulmans.
La population urbaine comprend 7 997 habitants à Mankusa et 4 612 habitants à Jiga.
Avec une superficie de 1 200,5 km2[réf. souhaitée], le woreda a en 2007 une densité de population de 149 personnes par km2.
Ces chiffres ne comprennent pas la population de Finote Selam, celle-ci formant un autre woreda recensé séparément.
Début 2022, la population de Jabi Tehnan est estimée, par projection des taux de 2007, à 250 545 personnes.